# Aurora (Illinois)
Aurora és una població dels Estats Units a l'estat d'Illinois. Segons el cens del 2008 est. tenia 171.782 habitants.

## Demografia
Segons el cens del 2000, Aurora tenia 142.990 habitants, 46.489 habitatges, i 34.215 famílies. La densitat de població era de 1.432,9 habitants/km².
Dels 46.489 habitatges en un 44,2% hi vivien nens de menys de 18 anys, en un 56,5% hi vivien parelles casades, en un 12% dones solteres, i en un 26,4% no eren unitats familiars. En el 20,6% dels habitatges hi vivien persones soles el 5,3% de les quals corresponia a persones de 65 anys o més que vivien soles. El nombre mitjà de persones vivint en cada habitatge era de 3,04 i el nombre mitjà de persones que vivien en cada família era de 3,55.
Per edats la població es repartia de la següent manera: un 31,7% tenia menys de 18 anys, un 10,2% entre 18 i 24, un 35,9% entre 25 i 44, un 15,9% de 45 a 60 i un 6,3% 65 anys o més.
L'edat mediana era de 29 anys. Per cada 100 dones de 18 o més anys hi havia 99,3 homes.
La renda mediana per habitatge era de 54.861 $ i la renda mediana per família de 61.113 $. Els homes tenien una renda mediana de 41.429 $ mentre que les dones 30.150 $. La renda per capita de la població era de 22.131 $. Aproximadament el 6,2% de les famílies i el 8,5% de la població estaven per davall del llindar de pobresa.

## Poblacions properes
El següent diagrama mostra les poblacions més properes.